# Сава (Фризюк)
Сава (у миру Фризюк Руслан Васильович; нар. 18 жовтня 1979) — архієрей Православної церкви України (до 15 грудня 2018 року — УАПЦ), єпископ Донецький і Слов'янський.

## Життєпис
Народився 18 жовтня 1979 р. у с. Яблунька Богородчанського району Івано-Франківської області.
У 2000 році закінчив Івано-Франківську духовну семінарію, у 2006 р. Львівську Богословську академію УПЦ КП.
Чернечий постриг прийняв 19 лютого 1997 р., ієрейські свячення — 8 лютого 1998 р. рукоположений єпископом Івано-Франківським і Галицьким Іоасафом (Василиківим). 
Ніс пастирське служіння на парафіях Донецької, Сумської та Івано-Франківської областей.
У червня 2004 р. прийнятий у клір Української Автокефальної Православної Церкви. Саме з цього часу надає духовну опіку громаді УАПЦ м. Слов'янська Донецької області, а згодом і в інших містах і селах Донбасу.

## Єпископське служіння
Згідно з рішенням Архієрейського собору та Патріяршої ради від 4 травня 2017 р. архімандрит Сава номінований на єпископа Донецького та Слов'янського.
Єпископська хіротонія звершена 14 травня 2017 р. у храмі св. Юрія Переможця м. Кривий Ріг Дніпропетровської області Блаженнішим Макарієм, архієпископом Афанасієм та єпископом Борисом.
15 грудня 2018 року разом із усіма іншими архієреями УАПЦ взяв участь у Об'єднавчому соборі в храмі Святої Софії.